# Анусвара
Анусва́ра (санскр. अनुस्वार, anusvāra) — диакритический знак, обозначающий носовой призвук в конце гласного звука либо просто назализацию гласного в санскрите и ряде индийских языков. В деванагари обозначается точкой (бинду) над назализируемым гласным звуком (◌ं): मं.
В IAST обозначается точкой под соответствующим звуком: ṃ; Произношение — возможны различные варианты от [n] до [m].
В древних фонетических источниках даются различные представления о природе произношения этого звука. Это объясняют либо различиями в описании одного и того же произношения , либо диалектальной или диахронической вариативностью.
Окружение, в котором может возникнуть анусвара, было чётко определено. В раннем ведическом санскрите это были аллофоны от /m/ на границе морфем или от /n/ внутри морфем, если этому предшествовала гласная и затем следовали фрикативы (/ś/, /ṣ/, /s/, /h/).
В позднем санскрите это распространилось и на другие контексты, прежде всего перед /r/ при вышеприведённых условиях, а затем, в классическом санскрите, перед /l/ и /y/. Ещё позже Панини ввёл анусвару в сандхи в конце слова и трактовал анусвару как соединитель морфем и внутри морфем. В более позднем письменном языке использование анусвары было опциональным для указания носового смычного, образуемого в том  же месте артикуляции, что и следующий взрывной согласный.